# 후안 타푸레스
후안 타푸레스(카탈루냐어: Juan Tafures, 생년 미상 ~ 1477년 이후)는 15세기 카탈루냐의 모험가다.
상선 선주로서 1457년 키프로스 왕국 라르나카에 상륙했다. 당시 키프로스왕 장 2세의 사생아 니코시아 대주교 자크가 왕실 시종장을 살해하고 도주하고 있었는데, 후안은 그에게 배를 주어 로도스로 도피하게 도와주었다.
이후 후안은 로도스로 가서 대주교 작위를 박탈당한 자크에게 합류했다. 장 2세가 죽은 뒤 자크의 누이 샤를로트가 여왕으로 즉위하자 자크는 왕위에 도전했고 후안은 그를 도와 1460년 9월 자크가 자크 2세로 즉위했다.
신왕의 즉위를 도운 공신인 후안은 궁내관 겸 파마구스타 사령관이 되었다. 1469년, 자크 2세는 후안에게 트리폴리 백작 작위를 내렸다. 하지만 트리폴리 백국은 이미 오래 전에 맘루크 술탄국의 알 만수르 칼라운에 의해 점령된 상태였기 때문에 이것은 후안을 귀족으로 인정한다는 것 이상의 의미는 없었다. 한참 뒤 1473년 자크 2세의 유언을 집행할 때 다시 트리폴리 백작 후안이 등장한다.
자크 2세의 아들 자크 3세가 죽자 자크 2세의 처이자 자크 3세의 모후인 카테리나 코르나로가 여왕으로 즉위했다. 카테리나는 베네치아인이었고, 베네치아 공화국은 이를 빌미로 키프로스에 대한 통제권을 주장했다. 후안은 베네치아 반대파를 이끌었다. 하지만 1477년 패배했고, 후안은 도피했으나 그 가족들은 베네치아로 압송되었다. 그 뒤 후안이 어떻게 되었는지는 알 수 없다.